# União de Escritores e Artistas de Cuba
A União de Escritores e Artistas de Cuba (em castelhano,  Unión de Escritores y Artistas de Cuba), UNEAC, é uma associação profissional, cultural e  social que reúne escritores, músicos, atores, artistas plásticos  de nacionalidade cubana ou  com fortes vínculos com Cuba. Foi fundada em 22 de agosto de 1961, pelo poeta cubano Nicolás Guillén. com o propósito de unir os intelectuais em torno do marco da revolução cubana, para manter, fortalecer e expandir a cultura cubana.
Desde sua criação, reuniu artistas de reconhecido prestígio no campo das artes e da literatura, dentre os quais, Alejo Carpentier, José Lezama Lima e René Portocarrero. 
No entanto, a UNEAC não esteve alheia a influências  político-ideológicas. Ao longo do tempo, vários dos seus membros foram expulsos  em razão de opções políticas e estéticas divergentes da orientação oficial. 